# Pyxine profallax
Pyxine profallax är en lavart som beskrevs av Kalb. Pyxine profallax ingår i släktet Pyxine och familjen Physciaceae.   Inga underarter finns listade i Catalogue of Life.